# IC 2037
IC 2037 је спирална галаксија у сазвјежђу Мрежица која се налази на листи објеката дубоког неба у Индекс каталогу.
Деклинација објекта је - 58° 45' 4" а ректасцензија 4h 8m 19,3s. Привидна величина (магнитуда) објекта IC 2037 износи 14,0 а фотографска магнитуда 14,8. IC 2037 је још познат и под ознакама ESO 118-1, IRAS 04073-5852, PGC 14521.